# Peter Sunde
Peter Sunde (ur. 13 września 1978 w Uddevalli) – szwedzki przedsiębiorca i polityk, kontrowersyjny aktywista. Współzałożyciel i były rzecznik The Pirate Bay. Należy do partii politycznej Pirate i określa się jako socjalista. W 2014 roku kandydował z jej ramienia do Parlamentu Europejskiego. Na swoim blogu wyraził zaniepokojenie w związku z centralizacją władzy w Unii Europejskiej. Od kwietnia 2017 roku Sunde pracuje nad nowym przedsięwzięciem o nazwie „Njalla”, rejestratorem nazw domen zorientowanym na prywatność.